# Royal Caribbean
Royal Caribbean International је предузеће основано 1969. године у Норвешкој. Од маја 2012, са 21 бродом у служби, ова фирма контролише 17% удела на светском тржишту крстарења. 

## Списак бродова
| Ред. бр. | Назив брода                 | Година изградње | Капацитет |
| -------- | --------------------------- | --------------- | --------- |
| 1.       | MS Radiance of the Seas     | 2001            | 2,112     |
| 2.       | MS Explorer of the Seas     | 2000            | 3,114     |
| 3.       | MS Independence of the Seas | 2008            | 3,634     |
| 4.       | MS Navigator of the Seas    | 2002            | 3,114     |
| 5.       | MS Freedom of the Seas      | 2006            | 3,634     |
| 6.       | MS Allure of the Seas       | 2010            | 5,400     |
| 7.       | MS Oasis of the Seas        | 2009            | 5,400     |
| 8.       | MS Voyager of the Seas      | 1999            | 3,114     |
| 9.       | MS Adventure of the Seas    | 2001            | 3,114     |
| 10.      | MS Brilliance of the Seas   | 2002            | 2,112     |
| 11.      | MS Vision of the Seas       | 1998            | 2,000     |
| 12.      | MS Grandeur of the Seas     | 1996            | 1,950     |
| 13.      | MS Enchantment of the Seas  | 1997            | 2,252     |
| 14.      | MS Majesty of the Seas      | 1992            | 2,350     |
| 15.      | MS Liberty of the Seas      | 2007            | 3,634     |
| 16.      | MS Jewel of the Seas        | 2004            | 2,112     |
| 17.      | MS Serenade of the Seas     | 2003            | 2,112     |
| 18.      | MS Splendour of the Seas    | 1996            | 1,804     |
| 19.      | MS Legend of the Seas       | 1995            | 1,804     |
| 20.      | MS Rhapsody of the Seas     | 1997            | 2,040     |
| 21.      | MS Mariner of the Seas      | 2003            | 3,114     |
| 22.      | MS Harmony of the Seas      | 2016            | 3,114     |

#### Класе
| Ред. бр. | Име класе       | Име брода                   |
| -------- | --------------- | --------------------------- |
| 1.       | Oasis класа     | MS Oasis of the Seas        |
| 2.       |                 | MS Allure of the Seas       |
| 3.       | Freedom класа   | MS Freedom of the Seas      |
| 4.       |                 | MS Liberty of the Seas      |
| 5.       |                 | MS Independence of the Seas |
| 6.       | Voyager класа   | MS Navigator of the Seas    |
| 7.       |                 | MS Adventure of the Seas    |
| 8.       |                 | MS Voyager of the Seas      |
| 9.       |                 | MS Explorer of the Seas     |
| 10.      |                 | MS Mariner of the Seas      |
| 11.      | Radiance класа  | MS Radiance of the Seas     |
| 12.      |                 | MS Serenade of the Seas     |
| 13.      |                 | MS Brilliance of the Seas   |
| 14.      |                 | MS Jewel of the Seas        |
| 15.      | Vision класа    | MS Vision of the Seas       |
| 16.      |                 | MS Grandeur of the Seas     |
| 17.      |                 | MS Rhapsody of the Seas     |
| 18.      |                 | MS Splendour of the Seas    |
| 19.      |                 | MS Enchantment of the Seas  |
| 20.      |                 | MS Legend of the Seas       |
| 21.      | Sovereign класа | MS Majesty of the Seas      |

#### Надолазећи крузери
| Име брода                              | Година доласка | Бродоградилиште                          | Биљешке                                                                           | Капацитет |
| -------------------------------------- | -------------- | ---------------------------------------- | --------------------------------------------------------------------------------- | --------- |
| MS Quantum of the Seas (Quantum класа) | Новембар 2014  | Бејон (Њу Џерзи) i Шангај, Кина          | Први брод од Quantum класе, други по величини путнички брод на свијету.           | 4,180     |
| MS Anthem of the Seas (Quantum класа)  | Прољеће 2015   | Саутхемптон, Енглеска i Бејон (Њу Џерзи) | Сестра од Quantum of the Seas                                                     | 4,180     |
| Непознато (Quantum класа)              | Средином 2016  | Непознато                                | Трећи брод Quantum класе                                                          | 4,180     |
| Harmony of the seas                    | Љето 2016      | Непознато                                | Трећи брод и највећи у Oasis класи. Планирано је да буде највећи брод на свијету. | 6,360     |
| Symphony of the seas                   | 2018           | Непознато                                | Четврти брод Oasis класе.                                                         | 6,360     |